# Flughafen Ercan

i8
i11
i13
Der Flughafen Ercan (IATA-Code: ECN) ist ein Flughafen in der Türkischen Republik Nordzypern. Der Flughafen wurde von den zuständigen Behörden der Republik Zypern nie als rechtmäßig zugelassener Zollflughafen im Sinne von ICAO Artikel 10.37 deklariert und ist daher ein illegaler Einreisepunkt nach Zypern. Im Jahr 2024 fertigte der Flughafen über 4,8 Millionen Passagiere ab.

## Geografische Lage
Der Flughafen liegt etwa zehn Kilometer östlich von Nord-Nikosia und ist ca. 20 km vom gesperrten Flughafen Nikosia in der UN-Pufferzone sowie 33 km vom Flughafen Larnaka im Südteil der Insel entfernt.

## Geschichte
Der Flughafen war der erste Flugplatz in Nikosia und wurde schon zur Zeit der britischen Herrschaft erbaut. Er ist nach dem 1974 bei der Besetzung Nordzyperns durch die Türkei gefallenen Piloten Fehmi Ercan benannt.
Von 2016 bis 2023 wurden ein neues Terminal und eine neue Start- und Landebahn gebaut, unter anderem auf Grundstücken, die Zyperngriechen gehören, die 1974 vertrieben worden waren. Die Baukosten lagen bei 400 Millionen Euro. Es zeigte sich, dass der Flughafen Ercan mit 9 Fluggastbrücken und mit einer Kapazität von 10 Millionen Passagieren jährlich überdimensioniert gebaut worden war. Er hat zwar die größte Passagierkapazität der Flughäfen auf der Insel Zypern, jedoch nur halb so viele Passagiere wie der Flughafen Larnaka (Stand 2023).

## Flugziele
Derzeit sind Flüge von und zum Flughafen Ercan nur mit einer Zwischenlandung in der Türkei möglich, da die Türkei als einziger Staat den türkischen besetzten Teil der Republik Zypern als Türkische Republik Nordzypern anerkennt. Deshalb gibt es keine Nonstop-Verbindungen zwischen anderen Ländern und dem Flughafen Ercan. Auch türkische Fluggesellschaften sind gezwungen, eine Zwischenlandung in der Türkei vorzunehmen. In der Regel muss beim Zwischenstopp auch die Besatzung der Flugzeuge wechseln. Flüge, die von Deutschland nach Nordzypern gebucht werden, haben als Endziel den türkischen Flughafen, an dem der Zwischenstopp stattfindet, als offiziellen Zielflughafen.

## Entwicklung der Passagierzahlen
| Jahr | Passagiere | Veränderung zum Vorjahr      |
| ---- | ---------- | ---------------------------- |
| 2024 | 4.842.134  | ▲ 21,3 %                     |
| 2023 | 3.990.324  | ▲ 30,9 %                     |
| 2022 | 3.048.395  | ▲ 146,2 %                    |
| 2021 | 1.238.137  | ▲ 30,7 %                     |
| 2020 | 946.985    | ▼ 76,5 % (COVID-19-Pandemie) |
| 2019 | 4.035.276  | ▲ 0,4 %                      |
| 2018 | 4.020.229  | ▲ 1,5 %                      |
| 2017 | 3.962.541  |                              |

Zu jedem Jahreswechsel fliegen binnen weniger Tage viele Türken ein, da bekannte türkische Sänger an Silvester in mehreren (luxuriösen) Hotels Konzerte geben.

## Zwischenfälle
- Am 27. Februar 1988 wurde eine Boeing 727-2H9 der türkischen Fluggesellschaft Talia Airways (betrieben durch Jugoslovenski Aerotransport) (TC-AKD) im Anflug auf den Flughafen Ercan in einen Berg geflogen (CFIT, Controlled flight into terrain). Alle 15 Insassen wurden getötet (siehe auch Talia-Airways-Flug 79).[5]